# 王三堂
王三堂（1954年5月—），男，河北平山人，中华人民共和国政治人物。河北省委党校中青年干部培训班毕业，中共中央党校经济管理专业在职研究生学历。

## 生平
1973年12月加入中国共产党，1974年2月参加工作。历任平山县副县长，行唐县委常委、副县长、县委副书记、县长、县委书记，邢台市委副书记，河北省委组织部副部长，邯郸市委副书记、代市长、市长等职。2006年9月转任秦皇岛市委书记，2008年3月当选市政协主席。2013年1月，任政协河北省第十一届委员会常务委员。

## 荣誉
1995年获中共中央组织部表彰为“全国优秀县委书记”。